# Taça Libertad de 1993
A Taça Libertad   foi um torneio de caráter amistoso, realizado na Argentina, no ano de 1993.

## Jogos do campeão
- 31 de janeiro de 1993

 Flamengo 3 X 0  Huracan
- 31 de janeiro de 1993

 Flamengo 2 X 0   Velez Sarsfield

## Campeão
| Taça Libertad de 1993 |
| --------------------- |
| Flamengo Campeão      |